# Garrha ocellifera
Garrha ocellifera là một loài bướm đêm thuộc họ Oecophoridae. Nó được tìm thấy ở Úc.
Sải cánh dài khoảng 15 mm.

## Hình ảnh

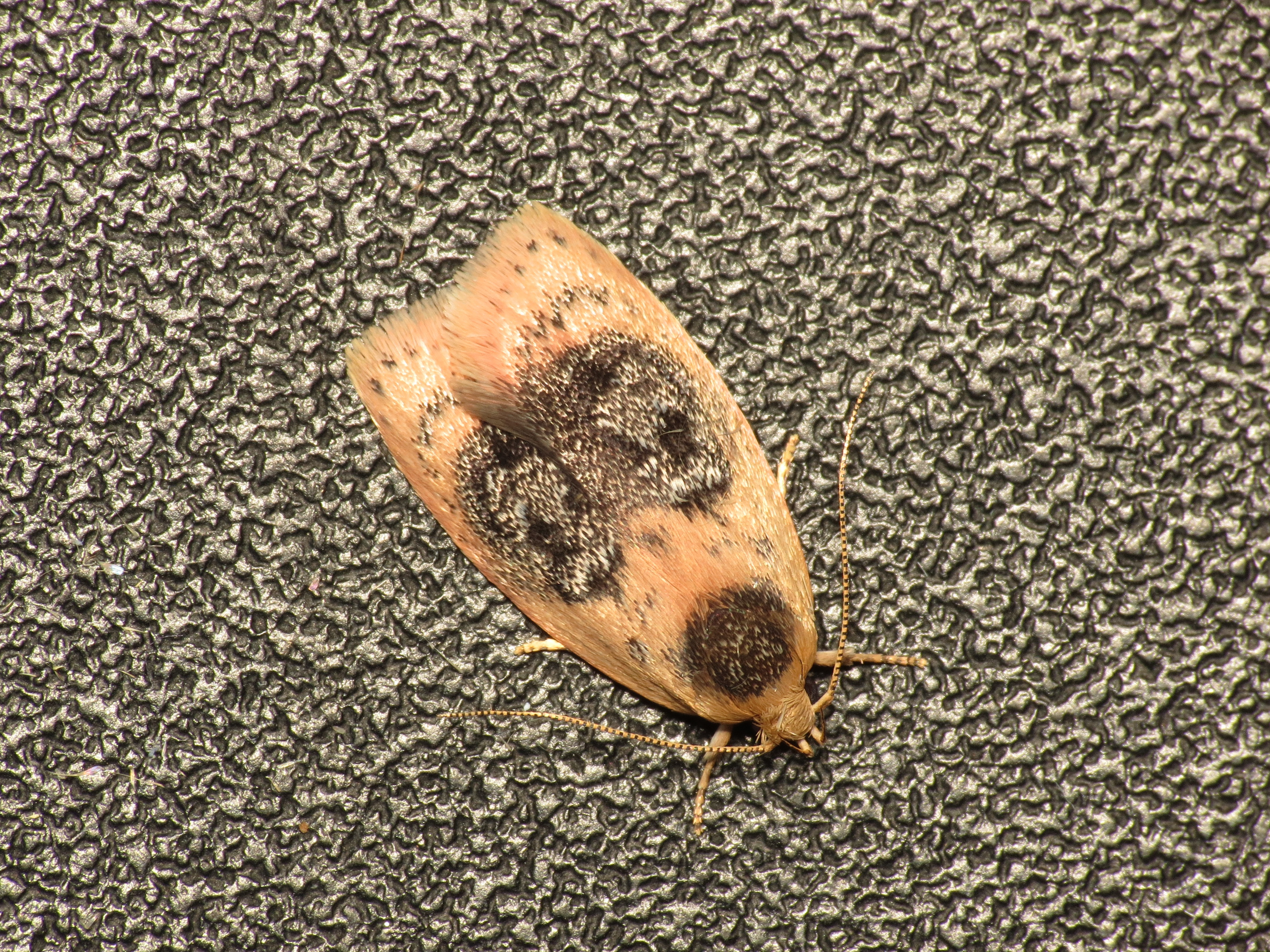
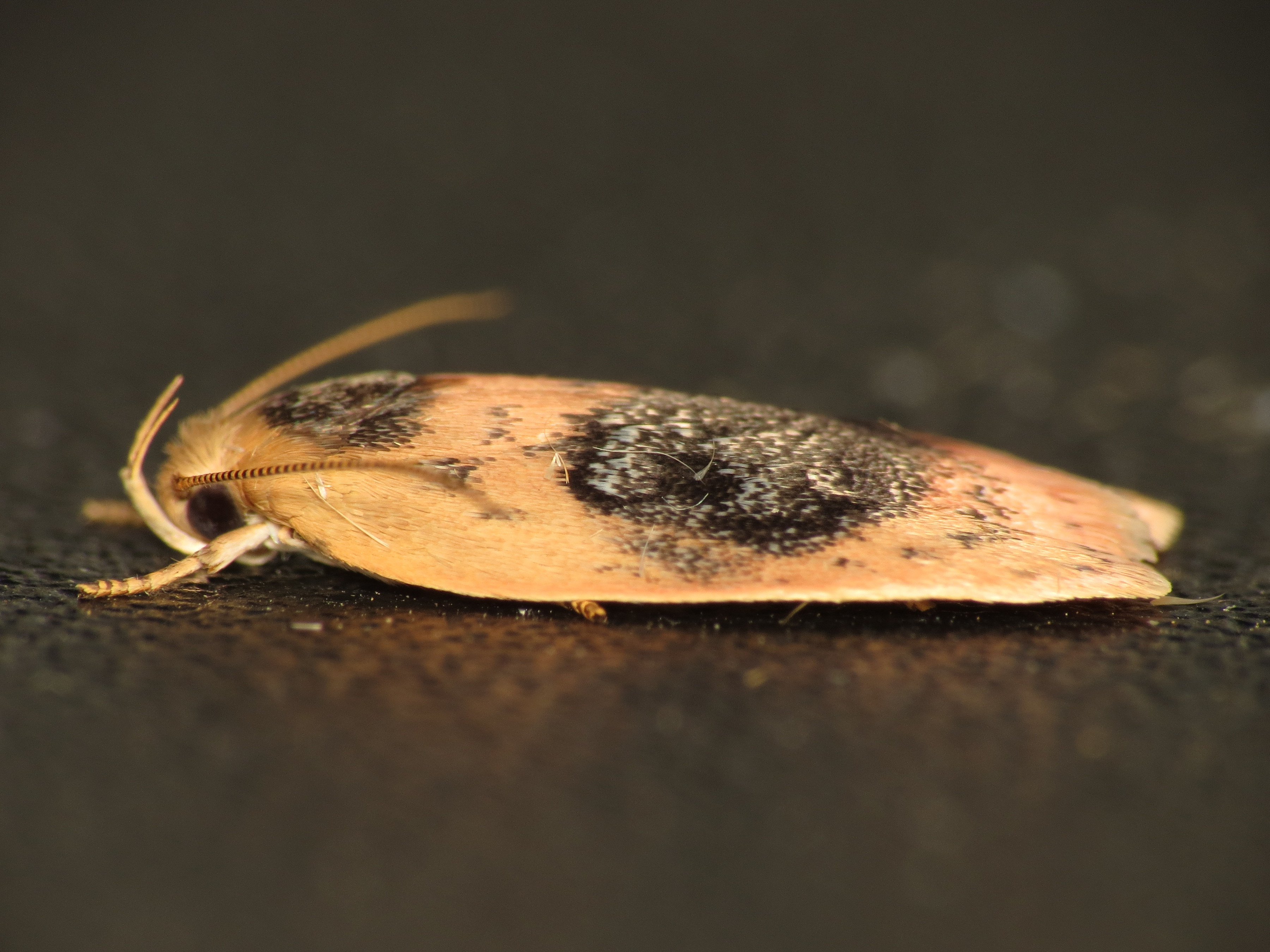
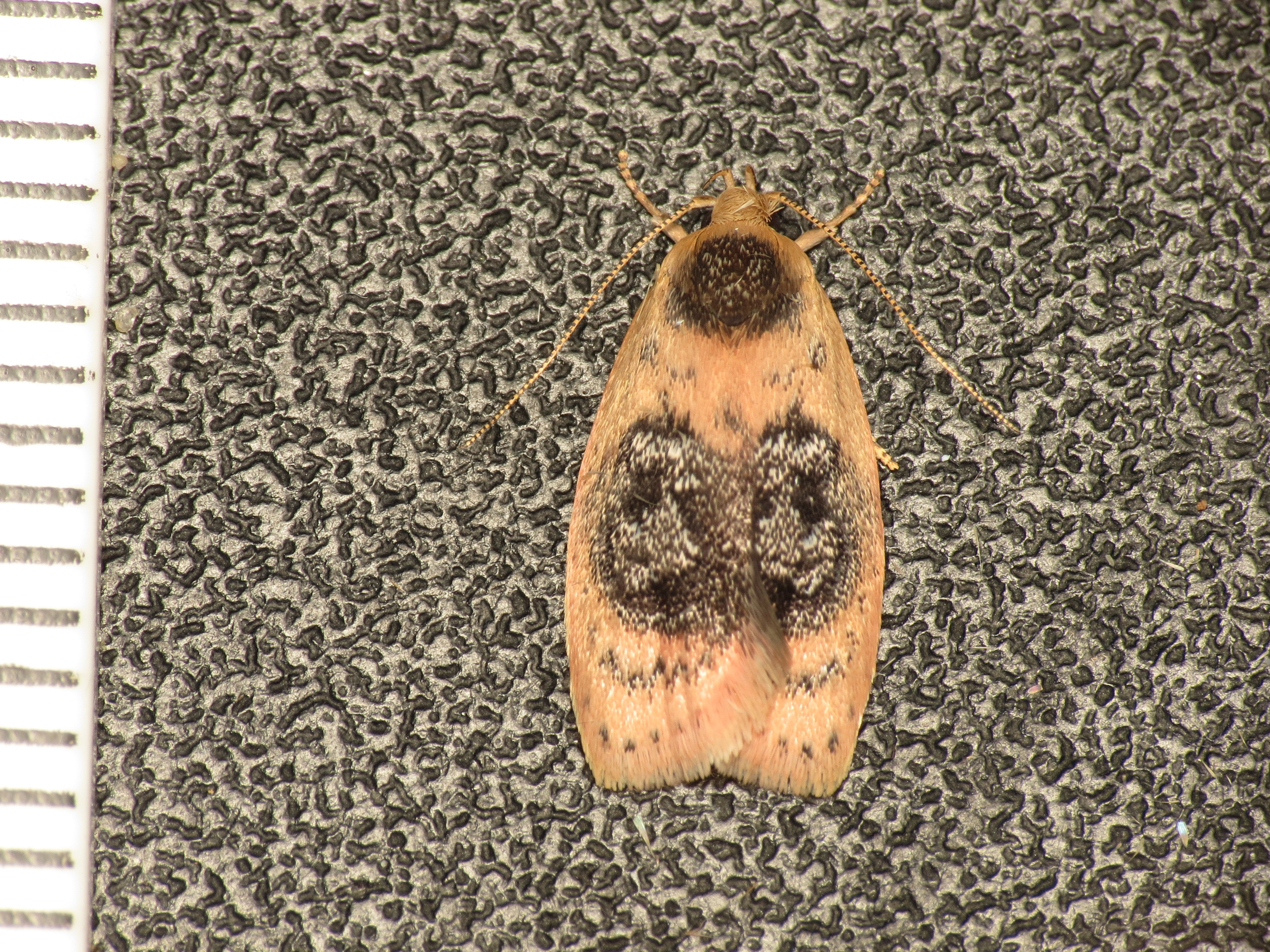
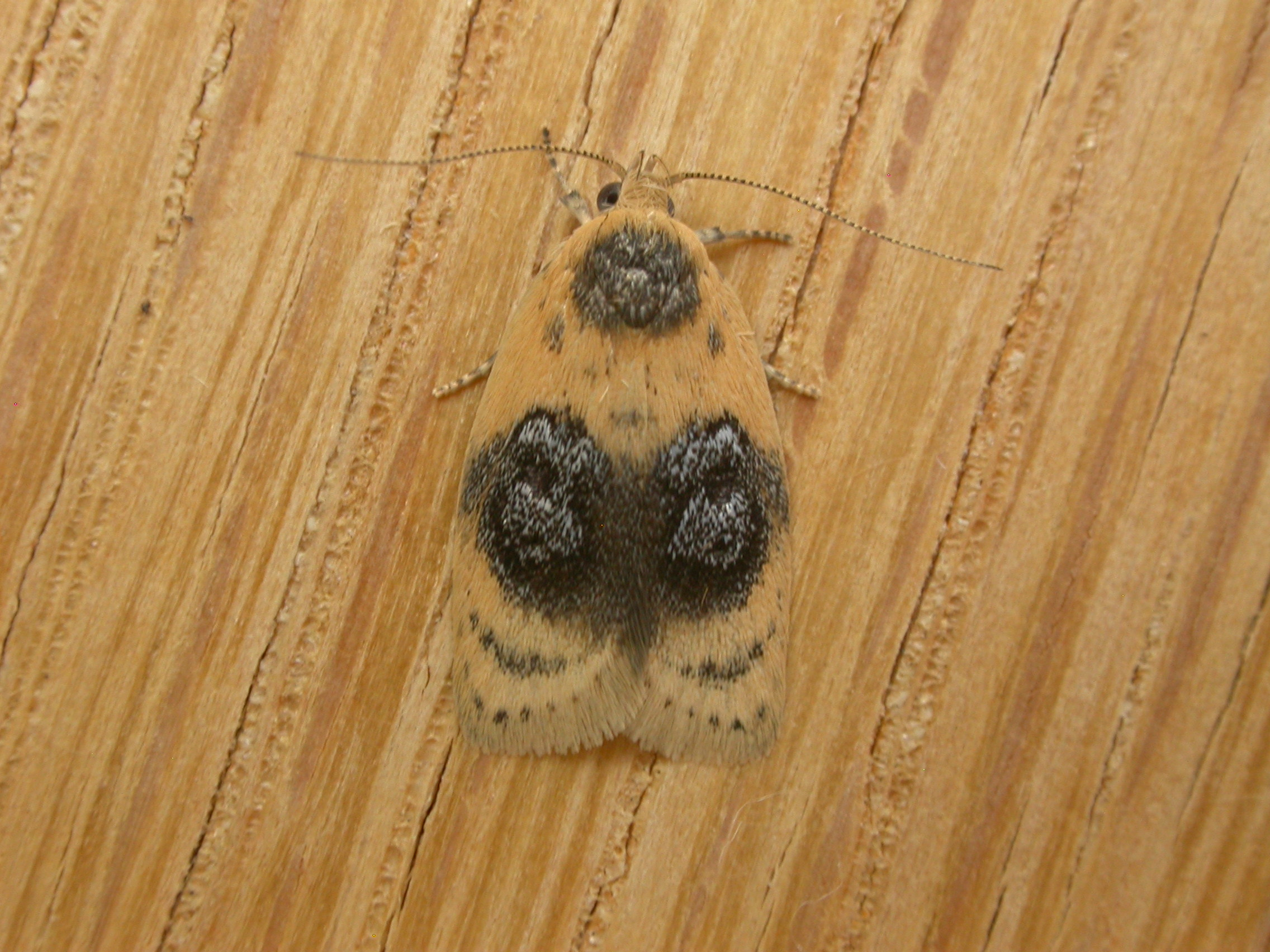